# Cool Girl
"Cool Girl" is een nummer van de Zweedse singer-songwriter Tove Lo. Het is geschreven door Lo en de productieteam The Struts, dat ook het nummer heeft geproduceerd. "Cool Girl" werd op 4 augustus 2016 uitgebracht door Island Records als de eerste single van haar tweede studioalbum Lady Wood. 

## Achtergrondinformatie
"Cool Girl" is een electropop-nummer geschreven door Tove Lo, Ludvig Söderberg en Jakob Jerlström en geproduceerd door de laatste twee namen, onder de naam The Struts. Volgens Lo, is de songtekst gebaseerd op een dialoog uit de film Gone Girl uit 2014.

## Tracklijst
| Nr. | Titel                 | Duur |
| --- | --------------------- | ---- |
| 1.  | Cool Girl (expliciet) | 3:19 |
| 2.  | Cool Girl (edited)    | 3:19 |

## Hitnoteringen

### Nederlandse Top 40
| Hitnotering: 08-01-2016 t/m 29-10-2016 | Hitnotering: 08-01-2016 t/m 29-10-2016 | Hitnotering: 08-01-2016 t/m 29-10-2016 | Hitnotering: 08-01-2016 t/m 29-10-2016 | Hitnotering: 08-01-2016 t/m 29-10-2016 | Hitnotering: 08-01-2016 t/m 29-10-2016 |
| Week:                                  | 1                                      | 2                                      | 3                                      | 4                                      |                                        |
| -------------------------------------- | -------------------------------------- | -------------------------------------- | -------------------------------------- | -------------------------------------- | -------------------------------------- |
| Positie:                               | 37                                     | 35                                     | 39                                     | 38                                     | uit                                    |

### NederlandseSingle Top 100
| Hitnotering: 20-08-2016 t/m 26-11-2016 | Hitnotering: 20-08-2016 t/m 26-11-2016 | Hitnotering: 20-08-2016 t/m 26-11-2016 | Hitnotering: 20-08-2016 t/m 26-11-2016 | Hitnotering: 20-08-2016 t/m 26-11-2016 | Hitnotering: 20-08-2016 t/m 26-11-2016 | Hitnotering: 20-08-2016 t/m 26-11-2016 | Hitnotering: 20-08-2016 t/m 26-11-2016 | Hitnotering: 20-08-2016 t/m 26-11-2016 | Hitnotering: 20-08-2016 t/m 26-11-2016 | Hitnotering: 20-08-2016 t/m 26-11-2016 | Hitnotering: 20-08-2016 t/m 26-11-2016 | Hitnotering: 20-08-2016 t/m 26-11-2016 | Hitnotering: 20-08-2016 t/m 26-11-2016 | Hitnotering: 20-08-2016 t/m 26-11-2016 | Hitnotering: 20-08-2016 t/m 26-11-2016 | Hitnotering: 20-08-2016 t/m 26-11-2016 |
| Week:                                  | 1                                      | 2                                      | 3                                      | 4                                      | 5                                      | 6                                      | 7                                      | 8                                      | 9                                      | 10                                     | 11                                     | 12                                     | 13                                     | 14                                     | 15                                     |                                        |
| -------------------------------------- | -------------------------------------- | -------------------------------------- | -------------------------------------- | -------------------------------------- | -------------------------------------- | -------------------------------------- | -------------------------------------- | -------------------------------------- | -------------------------------------- | -------------------------------------- | -------------------------------------- | -------------------------------------- | -------------------------------------- | -------------------------------------- | -------------------------------------- | -------------------------------------- |
| Positie:                               | 73                                     | 66                                     | 57                                     | 69                                     | 68                                     | 54                                     | 44                                     | 45                                     | 45                                     | 54                                     | 48                                     | 50                                     | 49                                     | 53                                     | 67                                     | uit                                    |

### NederlandseMega Top 50
| Hitnotering: 10-09-2016 t/m 05-11-2016 | Hitnotering: 10-09-2016 t/m 05-11-2016 | Hitnotering: 10-09-2016 t/m 05-11-2016 | Hitnotering: 10-09-2016 t/m 05-11-2016 | Hitnotering: 10-09-2016 t/m 05-11-2016 | Hitnotering: 10-09-2016 t/m 05-11-2016 | Hitnotering: 10-09-2016 t/m 05-11-2016 | Hitnotering: 10-09-2016 t/m 05-11-2016 | Hitnotering: 10-09-2016 t/m 05-11-2016 | Hitnotering: 10-09-2016 t/m 05-11-2016 | Hitnotering: 10-09-2016 t/m 05-11-2016 |
| Week:                                  | 1                                      | 2                                      | 3                                      | 4                                      | 5                                      | 6                                      | 7                                      | 8                                      | 9                                      |                                        |
| -------------------------------------- | -------------------------------------- | -------------------------------------- | -------------------------------------- | -------------------------------------- | -------------------------------------- | -------------------------------------- | -------------------------------------- | -------------------------------------- | -------------------------------------- | -------------------------------------- |
| Positie:                               | 50                                     | 48                                     | 44                                     | 37                                     | 37                                     | 33                                     | 49                                     | 40                                     | 41                                     | uit                                    |

## Releasedata
| Land             | Releasedatum     | Formaat        | Label    |
| ---------------- | ---------------- | -------------- | -------- |
| Wereldwijd       | 4 augustus 2016  | Muziekdownload | Island   |
| Verenigde Staten | 23 augustus 2016 | Radio          | Republic |